# Thor: Szerelem és mennydörgés
A Thor: Szerelem és mennydörgés (eredeti cím: Thor: Love and Thunder) 2022-ben bemutatott amerikai szuperhősfilm Taika Waititi rendezésében. Gyártója a Marvel Studios, forgalmazója a Walt Disney Studios Motion Pictures. A film a 2017-ben bemutatott Thor: Ragnarök című film folytatása, egyúttal a Marvel moziuniverzum (MCU) huszonkilencedik filmje. A forgatókönyvet Waititi és Jennifer Kaytin Robinson írták. A főszerepben Chris Hemsworth, mint címszereplő Thor, Tessa Thompson, Natalie Portman, Christian Bale, Chris Pratt, Jaimie Alexander, Pom Klementieff, Dave Bautista, Karen Gillan, Sean Gunn, Jeff Goldblum és Vin Diesel látható.
2018 januárjában Hemsworth és Waititi már a Ragnarök folytatásának terveiről tárgyaltak. A Szerelem és mennydörgést hivatalosan 2019 júliusában jelentették be, Hemsworth, Waititi, Thompson és Portman – akik szerepeltek a Ragnarökben – mindannyian visszatérnek a franchise-ba. Waititi elmondta, hogy a film Jason Aaron Mighty Thor képregényének elemeit adaptálja, amelyben Portman karaktere, Jane Foster veszi át Thor köpenyét és erejét, miközben rákban szenved.
A filmet többször elhalasztották a koronavírus-járvány miatt. Amerikai Egyesült Államokban 2022. július 8-án, Magyarországon szinkronizálva 2022. július 7-én mutatták be.

## Cselekmény
Gorr és lánya, Love egy kietlen pusztaságban bolyong, élelem és víz nélkül. Gorr népe istenéhez, Rapuhoz imádkozik, akitől azonban nem érkezik segítség. Love hamarosan meghal. Nem sokkal azután azonban, hogy eltemette a lányát, Gorr rátalál Rapu oázisra emlékeztető birodalmára, ahol az isten épp egy veszedelmes ellenségének legyőzését ünnepli. Rapu kigúnyolja az üdvösséget váró Gorrt, aki annak biztatására magához veszi a Rapu ellenfele által viselt fegyvert, az isteneket elpusztítani képes Halálpallost, amely azonban lassan megöli gazdáját. Gorr végez Rapuval és fogadalmat tesz, miszerint megöl minden istent.
Mindeközben a Galaxis őrzői közé szegődött Thor segélykérő üzenetet kap régi harcostársától, Siftől. A mennydörgés istene tehát csatabárdjával, a Vihartörővel és a legutóbbi kalandján szerzett nagyhangú kecskéivel az oldalán elindul Sif megsegítésére, azonban túl későn érkezik. A súlyosan sebesült nő beszámol neki Gorr ámokfutásáról, valamint arról, hogy a férfi legújabb célpontja a Földön alapított Új-Asgard.
A Földön Dr. Jane Foster, Thor volt szerelme kudarcra ítélt csatát vív a rákkal. Mikor a tudományos gyógymódok hatástalannak bizonyulnak, a varázslathoz fordul segítségért: a legendák szerint Thor pörölye, a Mjölnir számos tulajdonság mellett jó egészséggel is felruházza gazdáját. Ezért Jane szintén Új-Asgardba utazik, ahol a helyiek darabokra tört Mjölnirt őrzik. Noha a nő ezt nem tudja, Thor korábban azzal bízta meg a pörölyt, hogy védelmezze Jane-t. A Mjölnir ennek eleget is tesz: egybeforr és a nő szolgálatába áll.
Nem sokkal ezután, pont, mikor Thor Új-Asgardba érkezik, Gorr által teremtett árnyékszörnyetegek támadják meg a várost és magukkal hurcolják a gyerekeket. Thor szembeszáll velük, a küzdelemben pedig nem kis meglepetésére az immár viharisteni erővel bíró Jane is segítségére van. Azonban nem tudják megállítani Gorrt, aki magával viszi az asgardi gyerekeket.
Thor tervet készít a foglyok kiszabadítására: Új-Asgard vezetőjével, Valkűrrel, kőóriás barátjával, Korggal és persze Jane-nel az oldalán elmegy Mindenható városba, az istenek gyülekezőhelyére, hogy figyelmeztesse őket a közelgő veszélyre és csatába vezesse őket Gorr ellen. A városba érve azonban csalódniuk kell: az istenek vezére, a gőgös Zeusz nem hajlandó csatlakozni a vállalkozáshoz, mi több, akadályozná őket: mivel a görög isten retteg Gorrtól, inkább bezárkózna a Mindenható város falai mögé, és a csapatot sem hajlandó elbocsátani, nehogy felfedjék Gorr előtt a város hollétét.
Thor és társai a harcot választják, amelynek következtében Korg elveszti teste nagy részét, Thor pedig válaszul keresztüldöfi Zeuszt saját villámjával, amit Valkűr menekülés közben magához vesz. A csapat az Árnyékbirodalom, Gorr tartózkodási helye felé veszi az irányt, az út során pedig Thor és Jane újra egymásra talál, a nő pedig elmondja Thornak, hogy halálos beteg.
Az Árnyékbirodalomba érve azonban kiderül, hogy Gorr szándékosan csalta ide őket: ugyanis azt tervezi, hogy elorozza Thor fejszéjét, amelynek segítségével megnyithatja a Bifrösztöt. Így bejuthat az Öröklét néven ismert, nagyhatalmú entitás birodalmába, aki kívánságokat teljesít – Gorr minden isten pusztulását kívánná tőle.
Thor és társai megküzdenek Gorral, amelynek végén utóbbi megszerzi a Vihartörőt, Valkűr pedig súlyosan megsérül. A csapat visszajut a Földre, ahol Jane állapota vészesen romlik. Kiderül, hogy míg a Mjölnir nagy erőt kölcsönöz a számára, egyúttal meg is öli: amíg Jane isteni alakját viseli, halandó oldala nem funkcionál, így teljesen védtelen marad a rákkal szemben.
Mivel a pöröly további használata végzetes volna a számára, Thor arra kéri Jane-t, hogy maradjon a kórházban, amíg ő megállítja Gorrt. A nő vonakodva ugyan, de beleegyezik ebbe, Thor pedig megtalálja az elrabolt gyerekeket, akiket Zeusz villámának segítségével isteni erővel ruház fel. Gorr azonban túl erősnek bizonyul, ezt pedig Jane is tudja: magához veszi a pörölyt és csatlakozik Thorhoz. Közös erővel elpusztítják a Halálpallost és követik Gorrt az Öröklét birodalmába.
Thor azonban úgy dönt, hogy inkább a haldokló Jane-nel tölti a megmaradt időt: a szerelmet választja és arra biztatja Gorrt, válassza ő is a szeretetet a gyűlölettel szemben. Jane Thor karjai közt hal meg. Gorr nem az istenek pusztulását, hanem lánya visszatérését kéri Örökléttől, amit az entitás teljesít, miután Thor megígéri, hogy vigyáz a gyermekre. A Halálpallos átka végez Gorral.
Thor visszaviszi a gyereket Új-Asgardba, ahol Valkűr és a felépült Sif elkezdi önvédelemre oktatni őket. Thor folytatja kalandozásait az univerzumban, régi pörölyével és immár apaként: a szárnyai alá veszi Love-ot, akivel közösen védelmezik a rászorulókat.
A stáblista közepén látható jelenetben a lábadozó Zeusz elküldi fiát, Herkulest, hogy ölje meg Thort. A stáblista utáni jelenetben Jane Foster a Valhalla kapujában, azaz az elesett hősök paradicsomában találja magát, ahol Heimdall fogadja őt.

## Szereplők
| Szerep                      | Színész                                    | Magyar hang         | Leírás |
| --------------------------- | ------------------------------------------ | ------------------- | --- |
| Thor                        | Chris Hemsworth                            | Nagy Ervin          | Bosszúálló és Új-Asgard egykori királya, az azonos nevű skandináv mitológiai isten alapján                                                                                        |
| Thor                        | Tristan Hemsworth Sasha Hemsworth (gyerek) | nem beszél          | Bosszúálló és Új-Asgard egykori királya, az azonos nevű skandináv mitológiai isten alapján                                                                                        |
| Gorr, az istenölő           | Christian Bale                             | Pataki Ferenc       | A Halálpallos sebhelyes viselője és az árnyak manipulátora, aki az istenek kiirtására törekszik.                                                                                  |
| Valkűr                      | Tessa Thompson                             | Gubik Petra         | Kemény, keményen ivó, Új-asgardi király, a mitológiai lényen, Brünhilden alapul, aki egykor legendás valkűr harcos volt.                                                          |
| Sif                         | Jaimie Alexander                           | Balogh Anna         | Asgardi harcos, Thor gyermekkori barátja, az azonos nevű isten alapján. |
| Korg                        | Taika Waititi                              | Karácsonyi Zoltán   | Kronai gladiátor, Thor barátja. |
| Zeusz                       | Russell Crowe                              | Szabó Győző         | Az Olimposziak királya, az azonos nevű görög mitológiai isten alapján. |
| Jane Foster / Hatalmas Thor | Natalie Portman                            | Zsigmond Tamara     | Asztrofizikus és Thor volt barátnője, aki rákkezelésen vesz részt, és aki egy rekonstruált Mjolnir, a Thor által korábban használt kalapács segítségével a Hatalmas Thorrá válik. |
| Jane Foster / Hatalmas Thor | Ava Caryofyllis (gyerek)                   | N/A                 | Asztrofizikus és Thor volt barátnője, aki rákkezelésen vesz részt, és aki egy rekonstruált Mjolnir, a Thor által korábban használt kalapács segítségével a Hatalmas Thorrá válik. |
| Peter Quill / Űrlord        | Chris Pratt                                | Miller Zoltán       | A galaxis őrzői félig ember, félig égi vezetője. Gyerekként elrabolták a Földről és Yondu nevelte fel.                                                                            |
| Mantis                      | Pom Klementieff                            | Bogdányi Titanilla  | A galaxis őrzői empatikus erővel rendelkező tagja. |
| Drax, a pusztító            | Dave Bautista                              | Ifj. Jászai László  | A galaxis őrzői harcos tagja. A családját Ronan, a Vádló ölte meg Thanos megbízásából.                                                                                            |
| Nebula                      | Karen Gillan                               | Varga Gabriella     | A galaxis őrzői tagja. Thanos örökbefogadott lánya és Gamora testvére. |
| Groot                       | Vin Diesel                                 | Dézsy Szabó Gábor   | A galaxis őrzői faszerű tagja. Mordály cinkosa. |
| Mordály                     | Bradley Cooper                             | Kálloy Molnár Péter | A galaxis őrzői mosómedve tagja, autótolvaj és szökevény. |
| Kraglin Obfonteri           | Sean Gunn                                  | Szatmári Attila     | Yondu volt első tisztje |
| Színész Loki                | Matt Damon                                 | Stohl András        | Asgardi színészek |
| Színész Odin                | Sam Neill                                  | Varga T. József     | Asgardi színészek |
| Színész Thor                | Luke Hemsworth                             | Schmied Zoltán      | Asgardi színészek |
| Színész Hela                | Melissa McCarthy                           | Kiss Erika          | Asgardi színészek |
| Darcy Lewis                 | Kat Dennings                               | Csifó Dorina        | Asztrofizikus, korábban Jane Foster asszisztense volt. |
| Erik Selvig                 | Stellan Skarsgård                          | Máté Gábor          | Tudós, korábban Jane Foster csapatának tagja volt. |
| Heimdall                    | Idris Elba                                 | Barabás Kiss Zoltán | Mielőtt Thanos megölte a Bifröszt-híd mindent látó, mindent halló asgardi őrzője volt, az azonos nevű skandináv mitológiai istenség alapján. Jelenleg a Valhalla őrzője.          |
| Darryl Jacobson             | Daley Pearson                              |                     | Új Asgard idegenvezetője. |
| Dionüszosz                  | Simon Russell Beale                        | Nem beszél          | A bor és a mámor görög istene. |
| Rapu                        | Jonathan Brugh                             | Rába Roland         | Gorr istene. |
| Básztet                     | Akosia Sabet                               | Nem beszél          | Egyiptomi macskaistennő. |
| Szerelem                    | India Hemsworth                            | Torma Krisztina     | Gorr lánya. |
| Axl                         | Kieron L. Dyer                             | Vida Bálint         | Heimdall fia. |
| Farkasnő                    | Elsa Pataky                                | Nem beszél          | Thor egyik szerelme. |
| Herkules                    | Brett Goldstein                            | N/A                 | Zeusz félisten fia. |

### Magyar változat
- Magyar szöveg: Gáspár Bence
- Szakértő: Aradi Gergely
- Felvevő hangmérnök: Jacsó Bence
- Vágó: Kajdácsi Brigitta
- Gyártásvezető: Gelencsér Adrienne
- Szinkronrendező: Tabák Kata
- Produkciós vezető: Hagen Péter

A szinkron a Disney Character Voices International megbízásából a Mafilm Audio Kft.-ben készült el

## A film készítése
Chris Hemsworth elmondta, hogy szeretné tovább alakítani Thor karakterét, miután lejár a szerződése a Bosszúállók: Végjáték után. Chris és Taika Waititi elkezdték fejleszteni a negyedik részt.
2019 júliusában Waititi hivatalosan is bejelentette a filmet. Kevin Feige a San Diego Comic-Conon bejelentette a film címét. Ott erősítették meg, hogy Chris Hemsworth mellett Tessa Thompson és Natalie Portman is visszatér a folytatásra. Thompson elmondta, hogy a karaktere biszexuális.

### Forgatókönyv

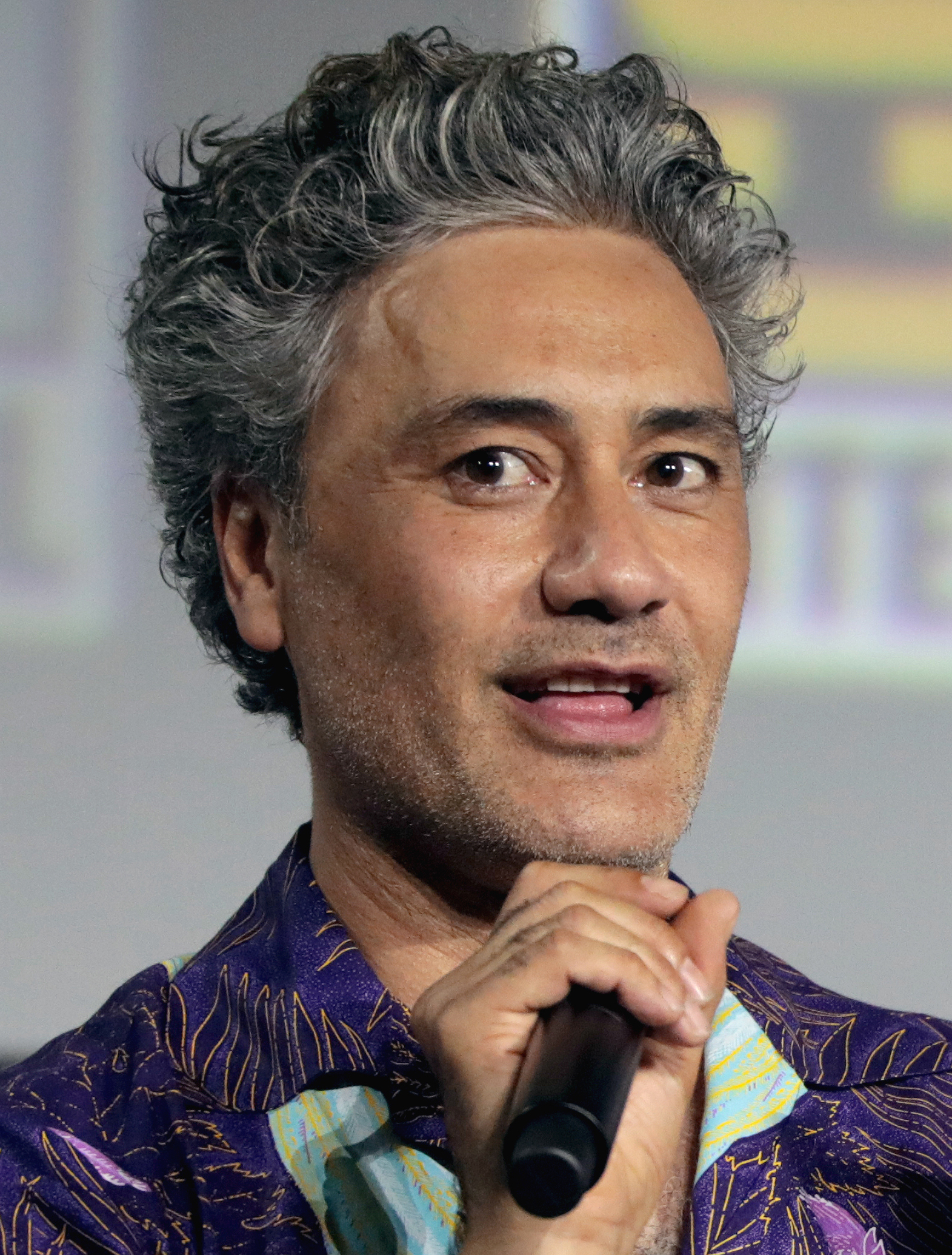
Waititi forgatókönyvíró és a rendező a 2019-es San Diegó-i Nemzetközi Képregény-találkozón.

A film 2019. júliusi bejelentésekor Feige elárulta, hogy a film sok elemet fog tartalmazni a Mighty Thor képregényből, és a Foster Mighty Thorrá válásának története fontos kulcsszerepet fog játszani. Egy hónappal később Waititi állítólag már elkészült a film végleges forgatókönyvével, de ezt augusztusban letagadta. Miközben októberben a Jojo Nyuszi című filmjét promotálta, Waititi elmondta, hogy elkészült a forgatókönyv első vázlata, de a történet a forgatás és a vágás során megváltozott. Ekkor még nem volt biztos abban, hogy a filmben lesz-e olyan történet, amelyben Foster mellrákban szenved, ahogy a Mighty Thor képregényben, megjegyezve, hogy ez egy külön története a könyveknek. Portman később bejelentette, hogy Foster rákbetegségének kezelését a filmben is feltárják. Waititi hozzátette, hogy a Marvel még mindig tárgyalja, mennyi idő telik el a Végjáték és a Szerelem és mennydörgés között, és hogy ez befolyásolná, hogy Thor még mindig hordja-e azt a plusz súlyt, amivel a Végjátékban ábrázolták, és ami miatt a „kövér Thor” és a „Bro Thor” beceneveket kapta. Waititi ugyanakkor megjegyezte: „folyamatosan változtatni szeretnék Thoron. Annyira érdekes, amikor állandóan változik”.
A forgatókönyv négy-öt vázlata már 2020 április közepére elkészült, amikor Waititi azt nyilatkozta, hogy a folytatás „a legjobb értelemben túlzásba viszi a filmet”, és a Ragnaröket egy „átlagos, nagyon biztos filmnek” tünteti fel, mivel ez megduplázza a film őrületesebb aspektusait. Úgy akarta megemelni a tétet, és úgy készíteni a filmet, mintha „10 évesek mondták volna meg nekünk, hogy mi legyen a filmben, mi pedig igent mondtunk volna minden egyes dologra”. Waititi hozzátette, hogy a film többet fog felfedezni Korg Kronan kultúrájából, és utalt arra, hogy a képregényekben szereplő Space Sharks idegen faj is szerepel majd. Érdeklődését fejezte ki az iránt is, hogy Beta Ray Bill karaktere is szerepeljen a filmben, de akkor még nem volt biztos benne, hogy fog-e. Július végén Waititi elmondta, hogy több mint egy évig írták a forgatókönyvet, és azon a héten még egyszer átnézte. Elmondta, a forgatókönyv nagyon romantikus volt, és elmagyarázta, hogy azért akart romantikus filmet készíteni, mert olyat akart csinálni, amit korábban még nem csinált. Októberben Hemsworth azt mondta, hogy Waititi még mindig írja a forgatókönyvet, és kifejezte izgalmát, hogy valami drasztikusan mást csinálhat a karakterével, mint az előző három MCU-filmben. Waititi később úgy jellemezte a Szerelem és mennydörgést, mint a „legőrültebb filmet, amit valaha csinált”, és elmagyarázta, hogy a film minden egyes elemének nem volt túl sok értelme. Azt mondta, hogy nagyon különbözni fog a Ragnaröktól, saját „egyedi íze lesz”, és hogy több érzelem lesz benne.
James Gunn, A galaxis őrzői trillógia írója és rendezője konzultált arról, hogyan használták az Őrzők karaktereit a Szerelem és mennydörgésben; Gunn és Waititi megbeszélték, hogy merre tartanak a karakterek, mielőtt Waititi elkezdte volna írni, elolvasta Gunn forgatókönyvét A galaxis őrzői: 3. rész (2023) részhez. Gunn ezután elolvasta Waititi Szerelem és mennydörgés forgatókönyvét és megosztotta véleményét. 2021 januárjában Gunn kijelentette, hogy az Őrzők nagyszerű kezekben vannak Waititi mellett.

### Forgatás
A forgatás eredetileg 2020 augusztusában kezdődött volna meg, de a koronavírus járvány miatt eltolták 2021 januárjában. Véglegesen 2021. január 26-án kezdődött el a sydney-i Fox stúdióban. Februárban a Centennial Parkban vettek fel jeleneteket. A forgatás 2021 június 1-én ért véget.

### Utómunka
2021 június elején Waititi megerősítette, hogy a film utómunkálatai 2022 februárjára fejeződnek be. Még abban a hónapban megerősítették, hogy Diesel ismét eljátssza Groot szerepét. 2021 októberében a film megjelenési dátumát 2022. július 8-ra halasztották, miközben kiderült, hogy Simon Russell Beale szerepelni fog a filmben. Maryann Brandon lett a film vágója, Brad Winderbaum pedig a producere.

### Zene
Wendy Dio, a zenekari tag Ronnie James Dio özvegye szerint, a Dio „Rainbow in the Dark” című száma hallható lesz a filmben. 2021 decemberében Michael Giacchino elárulta, hogy ő fogja megzenésíteni a filmet; korábban a Doctor Strange (2016), az MCU Pókember-trilógia, valamint a Jojo Nyuszi (2019) zenéjét szerezte.

## Megjelenés
A Thor: Szerelem és mennydörgés várhatóan 2022. július 8-án jelenik meg az Amerikai Egyesült Államokban. A filmet korábban 2021. november 5-re tervezték, de a Covid19-pandémia miatt 2022. február 18-ra csúsztatták, majd egy héttel előbbre, február 11-re hozták, miután a Doctor Strange az őrület multiverzumában című filmet 2021 novemberéről 2022 márciusára tették át. A filmet 2020 decemberében ismét elhalasztották, ezúttal 2022. május 6-ra, mielőtt 2021 októberében a 2022. júliusi időpontra került volna. Az MCU negyedik fázisának része lesz.